# DJ Green Lantern Presents Fort Minor: We Major
DJ Green Lantern Presents Fort Minor: We Major (ook bekend als Fort Minor: We Major of We Major) is een mixtape van Fort Minor.

## Geschiedenis
De tape werd gehost door DJ Green Lantern. Het was de bedoeling hem op internet uit te brengen, maar na enkele maanden was de mixtape te koop op de website van de dj. Hij was daarnaast ook te winnen bij sommige acties van Fort Minor. Er bestaat ook een grammofoonplaat van de mixtape, met de oorspronkelijke editie en de "edited" editie, gecensureerd.

## Tracklist
1. "Green Lantern Intro" – 1:34
2. "100 Degrees" – 3:05
3. "Dolla" – 3:05
4. "Bloc Party" – 2:39
5. "S.C.O.M." – 3:30
6. "Remember the Name (Funkadelic Remix)" – 3:37
7. "Bleach (Jimi Remix)" – 3:48
8. "Spraypaint & Inkpens" – 4:06
9. "Petrified (Doors Remix)" – 3:28
10. "Get It" – 3:09
11. "Be Somebody" – 3:12
12. "Respect 4 Grandma" – 3:05
13. "There They Go (Green Lantern Remix)" – 3:19
14. "All Night" – 3:28
15. "Nobody's Listening (Green Lantern Remix)" – 2:31
16. "Cover and Duck" – 4:55
17. "Remember the Name (albumversie)" – 3:12
18. "Petrified (albumversie)" – 3:46
19. "Outro" – 0:49

## Personeel

### Producers
- Geproduceerd en gemixt door Mike Shinoda.
- Executive productie door Shawn Carter.
- Mixtape A&R door Seth "Dawgie Diamonds" Zaplin.
- Coordinatië door Dave Parker.
- Engineering door Reuben "Swift" Vidal.

### Nummers
- "Green Lantern Intro" – Geschreven en uitgevoerd door DJ Green Lantern. Bevat de volgende samples: "Mic Check" door Juelz Santana; "Victory" door Puff Daddy; "Feel the Beat" door LL Cool J; "Crazy in Love" door Beyoncé en Jay-Z; "Put You On the Game" door The Game; "Knockout (Intro)" door Rahzel; Michael Buffers catchphrase "let's get ready to rumble!"
- "100 Degrees" – Geschreven door Mike Shinoda. Uitgevoerd door Fort Minor. Bevat de sample van de film Gangs of New York.
- "Dolla" – Geschreven door Mike Shinoda, Ryan Maginn en Takbir Bashir. Uitgevoerd door Fort Minor en Styles of Beyond. Bevat de volgende samples: "The Ocean" door Led Zeppelin; de film Gangs of New York.
- "Bloc Party" – Geschreven door Mike Shinoda, Apathy en Takbir Bashir. Uitgevoerd door Apathy, Shinoda en Tak van Styles of Beyond. Bevat een sample van "Banquet" van Bloc Party.
- "S.C.O.M." – Geschreven door Mike Shinoda, Ryan Maginn, Juelz Santana en Celph Titled. Gedaan door Ryu van Styles of Beyond, Juelz Santana en Celph Titled. Bevat een sample van "Sweet Child O' Mine" van Guns N' Roses.
- "Remember the Name (Funkadelic Remix)" – Geschreven door Mike Shinoda, Ryan Maginn en Takbir Bashir. Uitgevoerd door Fort Minor en Styles of Beyond. Bevat een sample van "Music for My Mother" van Funkadelic.
- "Bleach (Jimi Remix)" – Geschreven door Ryan Maginn en Takbir Bashir. Uitgevoerd door Styles of Beyond. Bevat de volgende samples: "Hey Joe" van Jimi Hendrix; "Whoever Did This," episode forty-eight of The Sopranos.
- "Spraypaint & Ink Pens" – Geschreven door Mike Shinoda, Dennis Coles en Lupe Fiasco. Uitgevoerd door Ghostface Killah, Shinoda en Lupe Fiasco. Bevat de sample van de film Wild Style.
- "Petrified (Doors Remix)" – Geschreven door Mike Shinoda. Uitgevoerd door Fort Minor. Bevat een sample van "Strange Days" van The Doors.
- "Get It" – Geschreven door Ryan Maginn en Takbir Bashir. Uitgevoerd door Styles of Beyond.
- "Be Somebody" – Geschreven door Mike Shinoda en Lupe Fiasco. Uitgevoerd door Fort Minor, Lupe Fiasco, Tak van Styles of Beyond en Holly Brook.
- "Respect 4 Grandma" – Geschreven door Mike Shinoda, Ryan Maginn, Takbir Bashir en Celph Titled. Uitgevoerd door Fort Minor, Styles of Beyond en Celph Titled. Bevat een sample van "Baby, Baby Don't Cry" van The Miracles.
- "There They Go" – Geschreven door Mike Shinoda. Uitgevoerd door Fort Minor en Sixx John. Bevat de volgende samples: "Is That Yo Bitch?" van Memphis Bleek; "Encore" van Jay-Z; "Stay Fly" van Three 6 Mafia.
- "All Night" – Geschreven door Takbir Bashir, Apathy en Celph Titled. Uitgevoerd door Tak van Styles of Beyond, Apathy en Celph Titled. Bevat de volgende samples: "Tom Sawyer" van Rush, en "Victory" van Puff Daddy.
- "Nobody's Listening (Green Lantern Remix)" – Geschreven door Linkin Park. "Nobody's Listening" verschijnt op de  Linkin Park album Meteora. Bevat de samples: "No One Knows" van Queens of the Stone Age; "Threat" van Jay-Z; "We Major" van Kanye West.
- "Cover and Duck" – Geschreven door Mike Shinoda, Ryan Maginn en Takbir Bashir. Uitgevoerd door Fort Minor, Styles of Beyond, en Celph Titled.
- "Remember the Name (Album Version)" – Geschreven door Mike Shinoda, Ryan Maginn en Takbir Bashir. Uitgevoerd door Fort Minor en Styles of Beyond. "Remember the Name" verschijnt op The Rising Tied.
- "Petrified (Album Version)" – Geschreven door Mike Shinoda. Uitgevoerd door Fort Minor. "Petrified" verschijnt op The Rising Tied.
- "Outro" – Geschreven door Mike Shinoda and DJ Green Lantern. Uitgevoerd door DJ Green Lantern. Bevat een sample van "We Major" van Kanye West.